# 希賓
50°27′14″N 25°10′17″E / 50.45389°N 25.17139°E
希賓（烏克蘭語：Шибин），是烏克蘭西北部的村莊，隸屬里夫內州的杜布諾區。該村始建於1598年，面積3.46平方公里，海拔高度203米，2015年人口54，人口密度每平方公里17.6人。